# 阿形充規
阿形 充規（あがた みつのり、1939年 - ）は、大日本朱光会・国民協議会名誉顧問。住吉会住吉一家日野六代目。民族派活動家。東京都出身。

## 人物
父は東京大学卒の元警察官僚、母は教師。暴力団員を経て、野村秋介との出会いに影響され民族派右翼の道に入る。1977年10月、大日本朱光会結成。のち、12団体との協賛による国民協議会を発足させる。2005年5月、尊友同志会の大同団結にあたり世話役を務める。

## 関連書籍
- 山平重樹『実録・新宿ヤクザ伝 阿形充規とその時代』（2008年11月1日、双葉社）ISBN 978-4575300864
  - 山平重樹『実録・新宿ヤクザ伝 阿形充規とその時代』(幻冬舎アウトロー文庫)（2012年8月2日、幻冬舎）文庫化  ISBN 978-4344419131

劇画
- 実録・傾奇ヤクザ伝 住吉会住吉一家日野六代目 阿形充規（2008年12月27日、竹書房 バンブー・コミックス）原作：山平重樹 脚本：二条凛 作画：石山あきら

## 関連Vシネマ
- 侠宴〜実録・阿形充規の半生〜（原作：山平重樹、監督：辻裕之、GPミュージアムソフト）全2巻
  - 侠宴〜実録・阿形充規の半生〜（DVD：2009年8月25日）劇場公開作品
  - 侠宴 完結編〜実録・阿形充規の半生〜（DVD：2009年9月25日、GPミュージアムソフト）